# Matt Nathanson
Matt Nathanson est un chanteur américain né le 28 mars 1973 à Lexington dans le Massachusetts.

## Biographie musicale
Matt rencontre son collaborateur et producteur de longue date Mark Weinberg à l'université. À partir de là, Matt enchaîne les albums. Matt est toujours entouré de son groupe de musiciens même si au fil des années, celui-ci a changé.

## Discographie

### Albums
- Please (1993)
- Ernst (1997)
- Not Colored Too Perfect (1998)
- Still Waiting for Spring (1999)
- Beneath These Fireworks (2003)
- At the Point (Live) (2006)
- Some Mad Hope (2007)
- Modern Love (2011)
- The Last Of The Great Pretenders (2013)
- Show Me Your Fangs (2015)
- Sings His Sad Heart (2018)
- Farewell December (2020)
- Achtung Matty (2021)
- Boston Accent (2023)
- King Of (Un)Simple (2025)

### EP
- When Everything Meant Everything (2002)
- Plus (2007)
- Pyromattia (2018)
- Postcards (from Chicago) (2019)

### Singles
- Sad Songs (2003)
- Car Crash (2007)
- Come On Get Higher (2008)
- All We Are (2009)
- Falling Apart (2009)
- laid (2000)